# Нападение боевиков на Гудермес (2001)
Нападение на Гудермес боевиков в 2001 году произошло 17—18 сентября в ходе второй чеченской войны. Операция российских сил завершилась отступлением чеченских повстанцев из города.

## Ход событий
17 сентября в 6 утра по местному времени отряды вооружённых сил ЧРИ численностью от 70 до 400 человек атаковали город Гудермес. Повстанцы были хорошо вооружены и организованы,  отлично ориентировались на местности и были осведомлены о расположении подразделений вооружённых сил РФ.
Первоначально Министерство обороны РФ отвергло сообщения об антитеррористической операции в городе.
Подразделениям Вооружённых сил РФ пришлось применить артиллерию и авиацию.
В 16:40, по данным военной разведки, вооружённые повстанцы контролировали бо́льшую часть города.

## Потери сторон
Данные о потерях в боях 17 сентября противоречивы:
- По официальным российским данным, убито 15 нападающих. Армия потеряла 7 убитыми и 12 ранеными.
- По данным Майрбека Вачагаева, спецпредставителя Аслана Масхадова, 3 повстанца убито, 12 ранено. Со стороны вооружёных сил России несколько десятков убитых и раненых.
- По данным Сергея Ястржембского, помощника президента России, 10 военнослужащих России убиты, ещё 8 получили ранения.

## Мнения и оценки
18 сентября 2001 года глава республики Ахмад Кадыров возложил ответственность за бои в Гудермесе на российские федеральные силы:

Я возлагаю всю вину на силовые структуры, как федеральные, так и действующие на территории республики. За происшедшее должны ответить соответствующие органы, призванные обеспечить безопасность жителей Чечни.

По утверждению Кадырова, в его распоряжении есть информация, что напавшие на Гудермес боевики "…входили в город на автобусах, а утром во вторник свободно ушли из города."
Также критично о силовых структурах высказался член комитета Госудумы РФ по безопасности Анатолий Куликов:

Инициатива, к сожалению, перехвачена и находится в руках бандитов и террористов.

## Расследование
24 сентября 2001 года были задержаны пятеро участников незаконных вооружённых формирований, подозреваемых в вооруженном нападении на город.
14 февраля 2002 года в отношении них было возбуждено уголовное дело по статьям 208 (участие в незаконных вооружённых формированиях) и 222 (незаконное ношение оружия) УК РФ.